# Weyburn (circonscription saskatchewanaise)
Pour les articles homonymes, voir Weyburn.
Circonscription électorale provinciale du Canada
Weyburn est une ancienne circonscription électorale provinciale de la Saskatchewan au Canada. Elle est représentée à l'Assemblée législative de la Saskatchewan de 1908 à 1995.
Une circonscription fédérale du même nom a existé de 1917 à 1949.

## Géographie
La circonscription était centrée autour de la ville de Weyburn.

## Liste des députés
| Parlement                                                                                  | Années    | Député                       | Député                       | Parti                     |
| Weyburn                                                                                    | Weyburn   | Weyburn                      | Weyburn                      | Weyburn                   |
| ------------------------------------------------------------------------------------------ | --------- | ---------------------------- | ---------------------------- | ------------------------- |
| 2e                                                                                         | 1908–1912 |                              | Robert Menzies Mitchell (en) | Libéral                   |
| 3e                                                                                         | 1912–1917 |                              | Robert Menzies Mitchell (en) | Libéral                   |
| 4e                                                                                         | 1917–1919 |                              | Robert Menzies Mitchell (en) | Libéral                   |
| 4e                                                                                         | 1919-1921 | Charles McGill Hamilton (en) |                              | Libéral                   |
| 5e                                                                                         | 1921–1925 | Charles McGill Hamilton (en) |                              | Libéral                   |
| 6e                                                                                         | 1925–1929 | Charles McGill Hamilton (en) |                              | Libéral                   |
| 7e                                                                                         | 1929–1934 |                              | Robert Sterritt Leslie (en)  | Progressiste (en)         |
| 8e                                                                                         | 1934–1938 |                              | Hugh Elliott Eaglesham (en)  | Libéral                   |
| 9e                                                                                         | 1938–1944 | George Levi Crane (en)       |                              | Libéral                   |
| 10e                                                                                        | 1944–1948 |                              | Tommy Douglas                | CCF                       |
| 11e                                                                                        | 1948–1952 |                              | Tommy Douglas                | CCF                       |
| 12e                                                                                        | 1952–1956 |                              | Tommy Douglas                | CCF                       |
| 13e                                                                                        | 1956–1960 |                              | Tommy Douglas                | CCF                       |
| 14e                                                                                        | 1960–1961 |                              | Tommy Douglas                | CCF                       |
| 14e                                                                                        | 1961-1964 |                              | Junior Herbert Staveley      | Libéral                   |
| 15e                                                                                        | 1964–1967 |                              | James Auburn Pepper (en)     | Néo-démocrate             |
| 16e                                                                                        | 1967–1971 |                              | James Auburn Pepper (en)     | Néo-démocrate             |
| 17e                                                                                        | 1971–1975 |                              | James Auburn Pepper (en)     | Néo-démocrate             |
| 18e                                                                                        | 1975–1978 |                              | James Auburn Pepper (en)     | Néo-démocrate             |
| 19e                                                                                        | 1978–1982 |                              | James Auburn Pepper (en)     | Néo-démocrate             |
| 20e                                                                                        | 1982–1986 |                              | Lorne Hepworth (en)          | Progressiste-conservateur |
| 21e                                                                                        | 1986–1991 |                              | Lorne Hepworth (en)          | Progressiste-conservateur |
| 22e                                                                                        | 1991–1995 |                              | Ronald Wormsbecker (en)      | Néo-démocrate             |
| Circonscription fusionnée à une partie de Bengough-Milestone pour former Weyburn-Big Muddy |           |                              |                              |                           |